# Běh na 4 × 800 metrů
Štafetový běh na 4 × 800 metrů je jednou z nepříliš často vypisovaných atletických tratí, běhaných jako týmová čtyřčlenná štafeta. Každý ze čtyř účastníků běhá vzdálenost 800 metrů (dvou atletických oválů). Jednotlivé mezičasy nelze srovnávat s výkony na individuální trati, protože start každého úseku je letmý a často poněkud hektický.
Průměrný čas na jednom úseku činí při SR mužů 1:45,6 minuty, u žen 1:57,5 minuty.

## Současné rekordy – dráha
| Muži             |           |                                                                   |      |        |               |
| Rekord           | Čas (min) | Atlet                                                             | Stát | Město  | Datum rekordu |
| Světový rekord   | 7:02,43   | Joseph Mwengi Mutua William Yiampoy Ismael Kombich Wilfred Bungei | Keňa | Brusel | 25.8. 2006    |
| Muži na iaaf.org |           |                                                                   |      |        |               |

| Ženy             |           |                                                                           |               |        |               |
| Rekord           | Čas (min) | Atletka                                                                   | Stát          | Město  | Datum rekordu |
| Světový rekord   | 7:50,17   | Naděžda Olizarenková Ljubov Gurinová Ludmila Borisovová Irina Podjalovská | Sovětský svaz | Moskva | 5.8. 1984     |
| Ženy na iaaf.org |           |                                                                           |               |        |               |